# Route secondaire 11167 (Estonie)
La route Ellamaa–Koluvere (en estonien : Ellamaa–Koluvere tee) ou route 11167 est une route des comtés de Harju, Rapla et Lääne en Estonie.

## Description
Longue de 20,4 kilomètres la route traverse les municipalités de Saue, Märjamaa et Lääne-Nigula.
La route part au 31ème kilomètres de la  route Ääsmäe–Haapsalu–Rohuküla dans le village de Ellamaa dans la commune de Nissi.
La route traverse Ellamaa, Soosalu, Leevre, Sooniste, Maidla et Koluvere.
Elle se termine au dixième kilomètre de la  route Risti–Virtsu–Kuivastu–Kuressaare au village de Koluvere dans la commune de Lääne-Nigula.